# Leuconemacris
Leuconemacris är ett släkte av insekter. Leuconemacris ingår i familjen gräshoppor.
Kladogram enligt Catalogue of Life:
| Leuconemacris | \| \| Leuconemacris asulcata \| \| \| \| \| \| Leuconemacris breviptera \| \| \| \| \| \| Leuconemacris daochengensis \| \| \| \| \| \| Leuconemacris litangensis \| \| \| \| \| \| Leuconemacris longipennis \| \| \| \| \| \| Leuconemacris microptera \| \| \| \| \| \| Leuconemacris xiangchengensis \| \| \| \| \| \| Leuconemacris xizangensis \| \| \| \| |
|               | \| \| Leuconemacris asulcata \| \| \| \| \| \| Leuconemacris breviptera \| \| \| \| \| \| Leuconemacris daochengensis \| \| \| \| \| \| Leuconemacris litangensis \| \| \| \| \| \| Leuconemacris longipennis \| \| \| \| \| \| Leuconemacris microptera \| \| \| \| \| \| Leuconemacris xiangchengensis \| \| \| \| \| \| Leuconemacris xizangensis \| \| \| \| |
|               | Leuconemacris asulcata |
|               | |
|               | Leuconemacris breviptera |
|               | |
|               | Leuconemacris daochengensis |
|               | |
|               | Leuconemacris litangensis |
|               | |
|               | Leuconemacris longipennis |
|               | |
|               | Leuconemacris microptera |
|               | |
|               | Leuconemacris xiangchengensis |
|               | |
|               | Leuconemacris xizangensis |
|               | |